# Séraphin ou les Jambes nues

Séraphin ou les Jambes nues est un film muet français réalisé par Louis Feuillade et sorti en 1921.

## Fiche technique
- Réalisateur : Louis Feuillade
- Société de production et de distribution : Société des Établissements L. Gaumont
- Format : Muet - Noir et blanc - 1,33:1 - 35 mm
- Pays de production : France
- Genre : Moyen métrage
- Durée : 34 minutes
- Date de sortie : 
  - France : 23 septembre 1918

## Distribution
- Georges Biscot : Séraphin
- Édouard Mathé : Monsieur Paul Cerisier
- Jeanne Rollette : Madame Virginie Cerisier
- Émile André : Monsieur Manchapelle
- Reynier : Madame Manchapelle
- Blanche Montel : une cliente
- Henri-Amédée Charpentier : le patron de l'hôtel
- Lise Jaux : l'épouse de Séraphin